# Стреляй смело
„Стреляй смело“ (на английски: Shoot 'Em Up) е американска екшън комедия от 2007 г. на режисьора Майкъл Дейвис.

## Сюжет
Клайв Оуен е г-н Смит, най-закоравелият грубиян на света, който се оказва в деликатна ситуация, след като бива принуден да се грижи за новородено бебе, което лично изражда насред оживена престрелка. Скоро Смит открива, че бебето е мишена на мистериозна организация, разполагаща с безбройни пълчища наемни убийци, водени от Херц (Пол Джиамати), решени да заличат всички следи от съществуването на бебето. Минавайки през градушка от куршуми и всички възможни видове престрелки, Смит се съюзява с една проститутка (Моника Белучи), за да разгадае мистерията на живота на бебето, преди всички да станат на решето.

## Награди и номинации
| Категория                              | Номиниран(и)                         | Резултат                      |
| Сателит (16 декември 2007 г.)          | Сателит (16 декември 2007 г.)        | Сателит (16 декември 2007 г.) |
| -------------------------------------- | ------------------------------------ | ----------------------------- |
| Най-добър филм – мюзикъл или комедия   | Най-добър филм – мюзикъл или комедия | номинация                     |
| Най-добър актьор в мюзикъл или комедия | Клайв Оуен                           | номинация                     |

## „Стреляй смело“ в България
На 19 август 2012 г. се излъчва филма по bTV с български дублаж. Екипът се състои от:
| Преводач            | Светла Василева                                                       |
| Режисьор на дублажа | Кирил Бояджиев                                                        |
| Тонрежисьор         | Радослав Колев                                                        |
| Озвучаващи артисти  | Ева Демирева Елена Бойчева Иван Петков Светломир Радев Петър Върбанов |